# Алматов, Закир Алматович
Алматов Закир Алматович (узб. Almatov Zokir Almatovich) — министр внутренних дел Республики Узбекистан в 1991—2006 годах. С 27 февраля 2018 года советник министра внутренних дел Узбекистана.

## Биография
- Родился в городе Ташкенте, 10 октября 1949 года.
- В 1967 году окончил среднюю школу и работал слесарем-сборщиком завода «Ташавтомаш».
- Служил в рядах Советской Армии.
- 1967-1971 - студент юридического факультета Ташкентского университета.
- С 1971 по 1975 - инспектор, старший инспектор паспортного отдела Управления внутренних дел Ташкентской области.
- 1975-1976 гг.- начальник Паспортного отделения ОВД Ташкентского района Ташкентской области.
- С 1976 по 1983 гг. - заместитель, затем начальник отдела внутренних дел Ташкентского района Ташкентской области.
- C 1983 по 1991 годы являлся начальником УВД Ташкентской области.
- 16 сентября 1991 года, будучи полковником, назначен министром внутренних дел Республики Узбекистан.
- В 1992 году получил звание генерал-майора, в 1996 году — генерал-лейтенанта, в 1999 году — генерал-полковника.
- 5 января 2006 года был отправлен в отставку.[1].
- 27 февраля 2018 года Алматов назначен советником министра МВД Узбекистана[2].

## Награды
- Орден «Шон-Шараф» I степени (1999)[3]
- Орден «Буюк хизматлари учун» (2005)[4].
- Орден «Фидокорона хизматлари учун» (2019)